# Liste des guerres impliquant la Guinée
 (mai 2023).
Ceci est une liste de guerres impliquant la République de Guinée.
| Conflit                         | Combattant 1     | Combattant 2                                         | Résultats                                                                                         |
| ------------------------------- | ---------------- | ---------------------------------------------------- | ------------------------------------------------------------------------------------------------- |
| Opération Mer Verte (1970)      | - Guinée - PAIGC | - Portugal - Dissidents guinéens                     | La victoire - Les assaillants ne parviennent pas à renverser le gouvernement d'Ahmed Sékou Touré. |
| Insurrection RFDG (2000 – 2001) | - Guinée         | - RFDG - RUF - Liberia Supporté par : - Burkina Faso | La victoire - Insurgés vaincus.                                                                   |